# Eschwege
Eschwege település Németországban, Hessen tartományban. Lakosainak száma 19 435 fő (2023. december 31.). Eschwege Meißner (Gemeinde), Wehretal, Weißenborn (Hessen), Treffurt, Wanfried, Meinhard és Berkatal községekkel határos.

## Fekvése
Witzenhausentől délkeletre fekvő település. A szép fekvésű város környékét a 754 m magas Hohe Meissner, a "hesseni hegyek királya" (Kőnig der Hessischen Berge) uralja.

## Története
Eschwege-t a 8. század elején alapították és a frank királyi udvarhoz tartozott. Nevét 974-ben II. Ottó császár ajándékozó levele említette először.
Az egykori város a Harmincéves háború során súlyos károkat szenvedett, az azt követő újjáépítés óta azonban az óváros képe szinte semmit sem változott: sok szép műemlék látható benne. A közel három és fél évszázad óta fennálló két- és háromemeletes favázas házak máig tökéletesen adják vissza az 1600-as évek városképének hangulatát. A város legrégibb épülete a keleti városszélen lévő Cyriakus-hegyen állt középkori kolostori templomból fennmaradt négyszögű torony.

## Nevezetességek
- Régi városháza (Altes Rathaus)

## Népesség
A település népességének változása:
| Lakosok száma | 19 466 | 19 647 | 19 606 | 19 278 | 19 472 | 19 435 |
|               | 2014   | 2017   | 2019   | 2021   | 2022   | 2023   |